# Balogfala
Balogfala (szlovákul: Blhovce) község Szlovákiában, a Besztercebányai kerületben, a Rimaszombati járásban. A Novohrad-Nógrád UNESCO Globális Geopark települése. 

## Fekvése
Rimaszombattól 22 km-re délnyugatra, a Gortva patak bal partján található.

## Története
1241-ben "Boglku" néven említik először. 1276-ban az Aba nemzetség birtokaként önálló település. 1427-ben már "Balogfalva" néven a Jolsvai család birtoka, később a füleki vár tartozékaként királyi birtok. A 16. században a Feledy és Perényi családoké. 1683-ban a török ellen vonuló lengyel-litván sereg elpusztította. A török harcok elmúltával a Koháry és a Coburg család tulajdona. 1773-ban 19 jobbágytelke volt. 1828-ban 73 házában 610 lakos élt, akik főként mezőgazdasággal foglalkoztak. 1890-ben tűzvész pusztította.
Vályi András szerint: "BALOGFALVA. Elegyes magyar falu Gömör Vármegyében; birtokosai több Uraságok, lakosai katolikusok, fekszik Fülekhez 1 mértföldnyire, Vargede szomszédságában, mellynek filiája. Határbéli földgye sovány, hegyes, ’s nehéz miveltetésű, és minden nyomásának negyed részét a’ zápor járja, piatzozása nem meszsze, legelője, rétye, avagy szénája, nádgya elég, fája mind a’ kétféle, gyümöltsös, és konyha kertyei jók, káposztas földgyei is, vize kendert áztatni alkalmatos, és úgy neveztetet Vargede tavában; ’s folyó vizében hala, és rákja elég ván, sót is hordhat Tokajból Gáts felé, második Osztálybéli."
Fényes Elek szerint: "Balogfalu, magyar falu, Gömör és Kis-Honth egyesült vgyékben, Fülekhez 1 mfd. 565 kath., 59 evang. lak. Hegyen fekvő földeit vizmosások rongálják; a Gortva mentében, melly a helység mellett halastavat képez, kövér rétjei vannak; erdeje makkos. F. u. többen. Ut. p. Rima-Szombat."
Gömör-Kishont vármegye monográfiája szerint: "Balogfalva, a Gortva patak mellett fekvő magyar kisközség. Házainak száma: 150, túlnyomóan róm. kath. vallású lakosaié 682. A XV. század elején Bődfalva néven volt ismeretes. Legrégibb birtokosául 1427 előtt Jolsvai Györgyöt ismerjük. Ez időtől 1431-ig a királyné birtoka volt és Fülek várához tartozott. 1454-ben már a Perényieket találjuk a község birtokában, majd meg az Okolicsányiakat. Később a Koháry családé lett és ezen a réven jutott a Coburg herczegi család uradalmába. Úgy ennek, mint Okolicsányi Gáspárnak ma is nagyobb birtoka van itt. A hagyomány szerint a falu hajdan körülbelül egy kilométerrel feljebb feküdt, a hol még most is megvannak a régi telep nyomai. A mult század elejéről való leírások halastavat is említenek a községben, de ennek már nyoma sincsen. 1890-ben az egész falu a tűz martaléka lett. A községben róm. kath. templom van, mely 1777-ben épült. Ide tartoznak Vizesvölgy, Csákány és Gortva puszták, melyek közül a két utóbbi már a XIV. században említtetik. Csákány puszta 1357-ben szerepel először és 1480-ban a Csákányi család birtoka."
A trianoni békeszerződésig Gömör-Kishont vármegye Feledi járásához tartozott, ezután a csehszlovák állam része lett. 1938 és 1945 között újra Magyarország része volt.
Állami gazdasága 1953-ban, földműves szövetkezete 1956-ban alakult. 1962-ben szőlő és gyümölcstermesztéssel foglalkozó állami gazdasággá egyesültek.

## Népessége
| Év:            | 1994. | 2004.   | 2014.   | 2024.   |
| -------------- | ----- | ------- | ------- | ------- |
| Emberek száma: | 785   | 816     | 798     | 781     |
| Eltérés:       |       | +3,94 % | -2,20 % | -2,13 % |

| Év:            | 2023. | 2024.   |
| -------------- | ----- | ------- |
| Emberek száma: | 783   | 781     |
| Eltérés:       |       | -0,25 % |

1910-ben 783-an, túlnyomórészt magyarok lakták.
2001-ben 814 lakosából 626 magyar, 97 szlovák és 85 cigány.
2011-ben 791 lakosából 480 magyar, 130 cigány és 109 szlovák.

## Nevezetességei
- Mária Magdolna tiszteletére szentelt, római katolikus temploma 1777-ben épült későbarokk stílusban. 1946-ban megújították.
- Balogfalai Hírmondó címen jelenik meg félévente a községi önkormányzat és a Csemadok helyi alapszervezetének lapja.